# Antifúngic
Un antifúngic o antimicòtic és un medicament que serveix per evitar el desenvolupament dels fongs, els destrueix o detura el seu creixement i reproducció. L'acció antifúngica pot donar-se gràcies a les propietats hidròfobes de la substància o bé per la capacitat de matar els fongs. Els termes "antifúngic" i "antimicòtic" s'empren en qüestions de salut humana, mentre que la paraula "fungicida" sol utilitzar-se en infeccions produïdes per fongs en animals i plantes.
Els antifúngics serveixen per a tractar infeccions causades per fongs com el peu d'atleta, la dermatofitosi o la candidosi o infeccions sistèmiques greus com la meningitis criptocòcica.

## Llista d'antimicòtics
Els antimicòtics actuen explotant les diferències que hi ha entre les cèl·lules dels mamífers i dels fongs per tal de destruir el fong sense posar en perill l'afectat. A diferència dels bacteris, els fongs i els humans són eucariotes, de manera que les seves cèl·lules són similars a nivell molecular. És per aquest motiu que resulta difícil trobar un antimicòtic que ataqui una part del fong que no existeixi també en l'organisme infectat i per tant, sovint tenen efectes secundaris i s'ha de promoure un ús racional d'aquestes substàncies.
Hi ha diferents tipus d'antimicòtics.

### Antimicòtics poliènics
Un poliè és una molècula circular que té una regió hidròfoba i una regió hidròfila és a dir amfòtera. Els antimicòtics poliènics es combinen amb els esterols de la paret cel·lular del fong, principalment l'ergosterol. Això canvia la temperatura de transició de la membrana cel·lular situant la membrana en un medi menys fluid i més cristal·lí. Com a conseqüència, el contingut de la cèl·lula vessa (normalment el contingut hidròfil) i la cèl·lula mor. Les cèl·lules animals contenen colesterol en comptes d'ergosterol i no són tan sensibles. A mesura que es redueix la cadena hidrofòbica del poliè, augmenta la seva capacitat d'unió a l'esterol i d'aquesta manera, la progressiva reducció de la cadena hidrofòbica pot fer que s'uneixi al colesterol, fent-la tòxica per als animals.
Són antimicòtics poliènics:
- natamicina, s'uneix bé a l'ergosterol
- rimocidina
- nistatina
- amfotericina B

### Derivats de l'imidazoleitriazole
Aquest grup d'antimicòtics inhibeixen l'enzim citocrom P450 14-alfa-demetilasa. Aquest enzim converteix el lanosterol en ergosterol i és necessari per a la síntesi de la paret cel·lular dels fongs. Aquestes substàncies també bloquegen la síntesi d'esteroides en l'home.
Derivats de l'imidazole:
- clotrimazole
- miconazole
- econazole
- ketoconazole
- bifonazole
- oxiconazole
- fenticonazole
- sertaconazole
- flutrimazole
- butoconazole
- fenticonazole
- isoconazole
- sulconazole
- tioconazole

Derivats de triazole:
Són més nous i menys tòxics, per tant més eficaços:
- fluconazole
- itraconazole
- isavuconazole
- ravuconazole
- posaconazole
- voriconazole
- terconazole

### Alilamines
Les alilamines inhibeixen l'esqualè epoxidasa, un altre enzim necessària per a la síntesi de l'ergosterol. Formen part d'aquest grup els següents fàrmacs:
- terbinafina
- amorolfina
- naftifina
- butenafina

### Equinocandines
Les equinocandines són antimicòtics que inhibeixen la síntesi del glucà en la paret cel·lular, probablement gràcies a l'enzim 1,3-ß-D-glucano sintasa:
- anidulafungina
- caspofungina
- micafungina

## Plantes antifúngiques
Tenen efecte antifúngic les següents plantes medicinals:
- L'àrnica
- L'eucaliptus
- Tabebuia impetiginosa